# Tabas Moseyna
Tabas Moseynā (farsi طبس مسینا) è una città dello shahrestān di Darmian, circoscrizione di Gezik, nella provincia del Khorasan meridionale. Aveva, nel 2006, una popolazione di 3.776 abitanti.